# 鄭聰
鄭聰，字哲順，號怡堂，祖籍福建泉州府南安县石井，為延平王鄭成功次子、東寧宗室。娶明魯王朱以海庶女，其妻的同母姊妹朱氏在夫死後亦遷居台灣，後人稱為魯王公主。
永曆十八年（西元1664年），隨兄長延平王鄭經撤退東寧。永曆三十五年（1681年），兄長鄭經薨，鄭聰與外戚馮錫範聯手以「監國非鄭氏骨肉」為由發動東寧之變，絞死監國世子鄭克𡒉於北園別館（今臺南開元寺），改立鄭克塽為君。
克塽尚年幼，董太妃封鄭聰為輔政公輔佐新君統治東寧；然而，鄭聰為人平庸且優柔寡斷，經常受侍衛馮錫範擺佈。施琅率清兵攻臺，鄭聰隨克塽投降清兵。